# Condylocuna mernoo
Condylocuna mernoo är en musselart som först beskrevs av Dell 1952.  Condylocuna mernoo ingår i släktet Condylocuna och familjen Condylocardiidae. Inga underarter finns listade i Catalogue of Life.